# Ameriški Makedonci
Ameriški Makedonci so Američani etnične makedonske dediščine. Po zadnjem popisu jih je okoli 61.332, po neuradnih ocenah pa sega tudi do 200.000. Jezik, ki ga govorijo Makedonci v Združenih državah Amerike, je večinoma makedonski in angleški jezik ter pripadata pravoslavni veri.